# 아산 (카트만두)

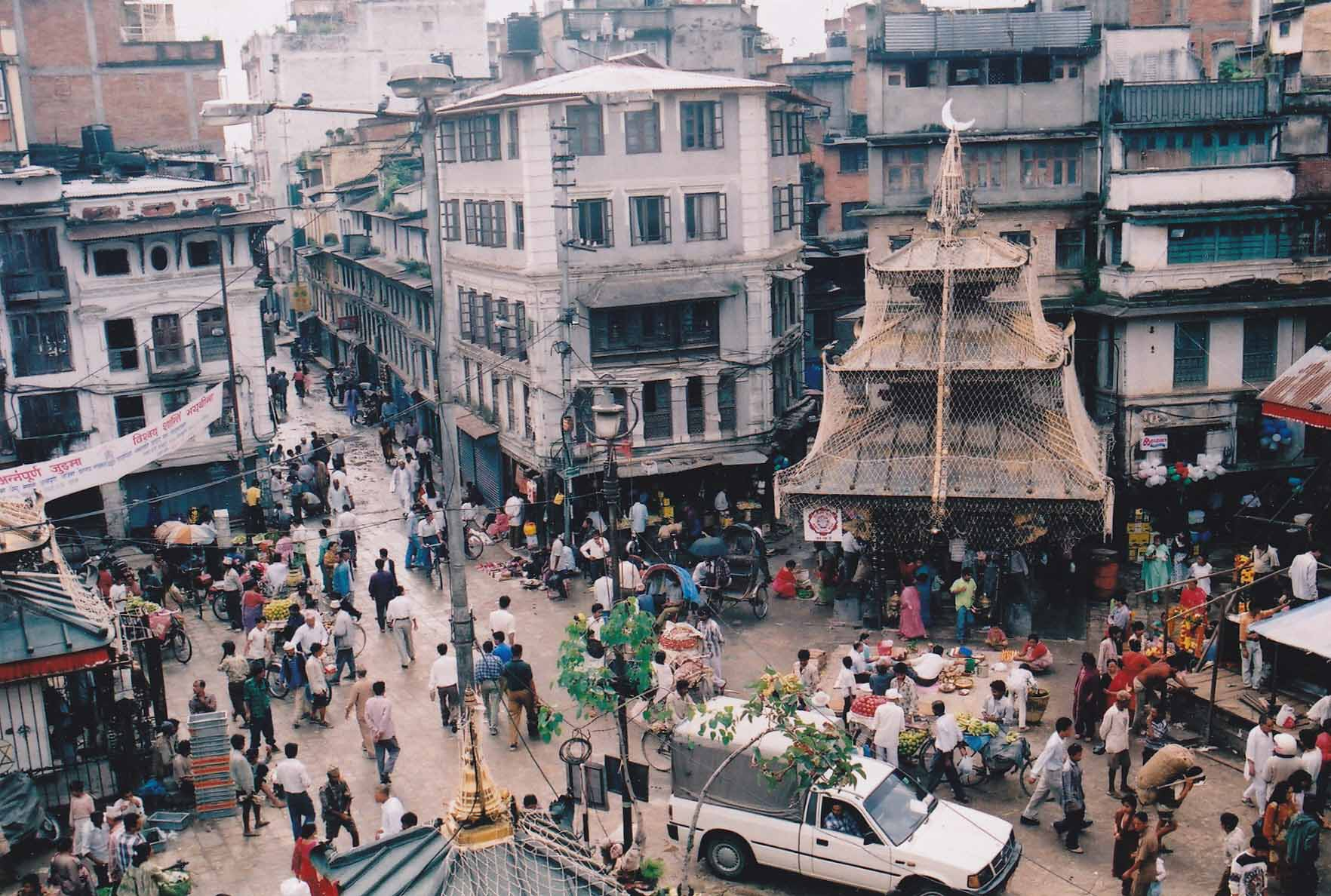
아산

아산(네와르어: असं, 네팔어: असन, 영어: Asan)은 네팔 카트만두 중심부에 있는 광장이다.

## 개요
인드라 초크에서 북동쪽에 있는 광장이다. 광장 한 켠에는 안나푸르나 사원이 있다.